# Phyllachora tehonis
Phyllachora tehonis är en svampart som beskrevs av Trotter 1926. Phyllachora tehonis ingår i släktet Phyllachora och familjen Phyllachoraceae.   Inga underarter finns listade i Catalogue of Life.